# Auktionshaus Peter Rapp
Das Auktionshaus Peter Rapp (offiziell Peter Rapp AG) ist ein Schweizer Auktionshaus für Briefmarken in Wil SG. Es gehört zu den grössten Versteigerungsplattformen im Bereich der Philatelie.

## Geschichte

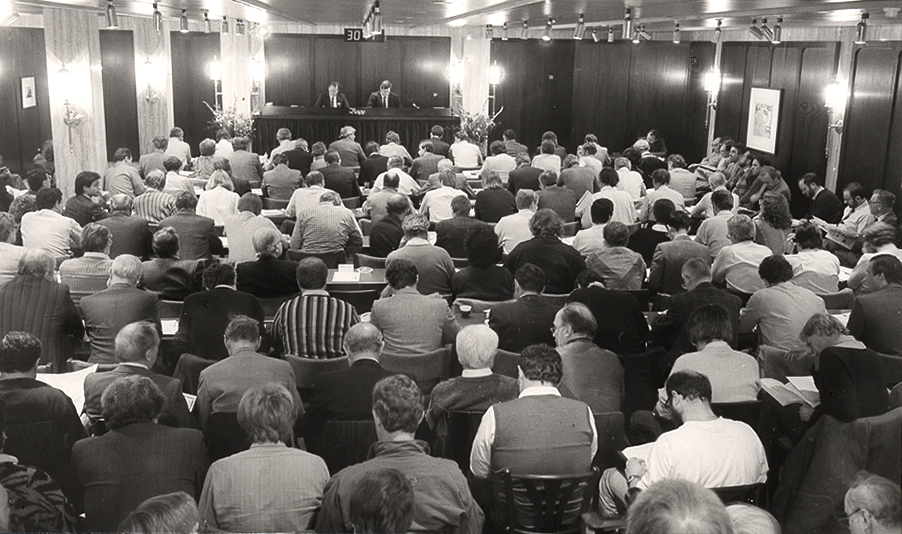
Eröffnungsauktion im 1985 bezogenen Geschäftshaus in Wil

Peter Rapp (* 1945 in Uzwil) lernte in den 1960er Jahren bei einem deutschen Auktionshaus die Grundlagen philatelistischer Arbeit und betrieb die Zürcher Schwenn-Filiale. 1970 gründete er, mit Auflösung des Schwenn-Auktionshauses, eine eigene  Aktiengesellschaft mit Sitz in Wil. Erste Auktionen führte er 1971 im Bahnhofbuffet in Zürich durch, seit 1985 im eigenen Auktionshaus in Wil. Die Aktiengesellschaft befindet sich immer noch im Familienbesitz und wird von Peter Rapp und seiner Tochter Marianne Rapp Ohmann geleitet.
1979 wurden bei einer Auktion Briefmarken im Wert von 25 Millionen Schweizer Franken versteigert. Zu einem Eintrag ins Guinness-Buch der Briefmarken führte 1980 eine Versteigerung mit einem Volumen von 33,2 Millionen Schweizer Franken.
2008 versteigerte das Auktionshaus ein 1850 ausgegebenes Exemplar der hellblauen Rayonmarke Rayon I mit vollständiger Kreuzeinfassung für 348'000 Schweizer Franken. Sie ist damit die teuerste, je verkaufte Schweizer Einzelbriefmarke. 2013 erzielte die Gscheidle-Marke einen hohen Erlös. Diese Briefmarke wurde von der Deutschen Bundespost vor der Veröffentlichung vernichtet. Durch den Gscheidle-Irrtum sind jedoch 24 bekannte Marken in Umlauf gekommen. 2014 wurde ein Brief mit einer einzelnen Basler Taube für 103'700 Franken verkauft.
Das Auktionshaus widmet sich zudem der Numismatik und versteigert Medaillen, wie etwa die des ungarischen Fussball-Nationalspielers László Budai. 2017 präsentierte es die Ausstellung „L’Excellence Suisse – die kostbarsten Münzen der Schweiz“.

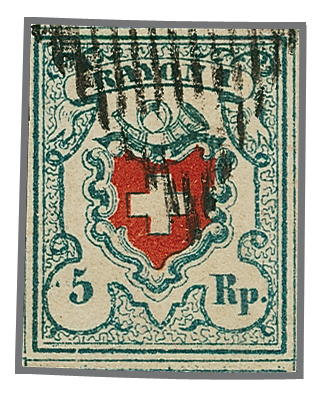
Die 2008 versteigerte hellblaue Rayon I aus dem Jahr 1850
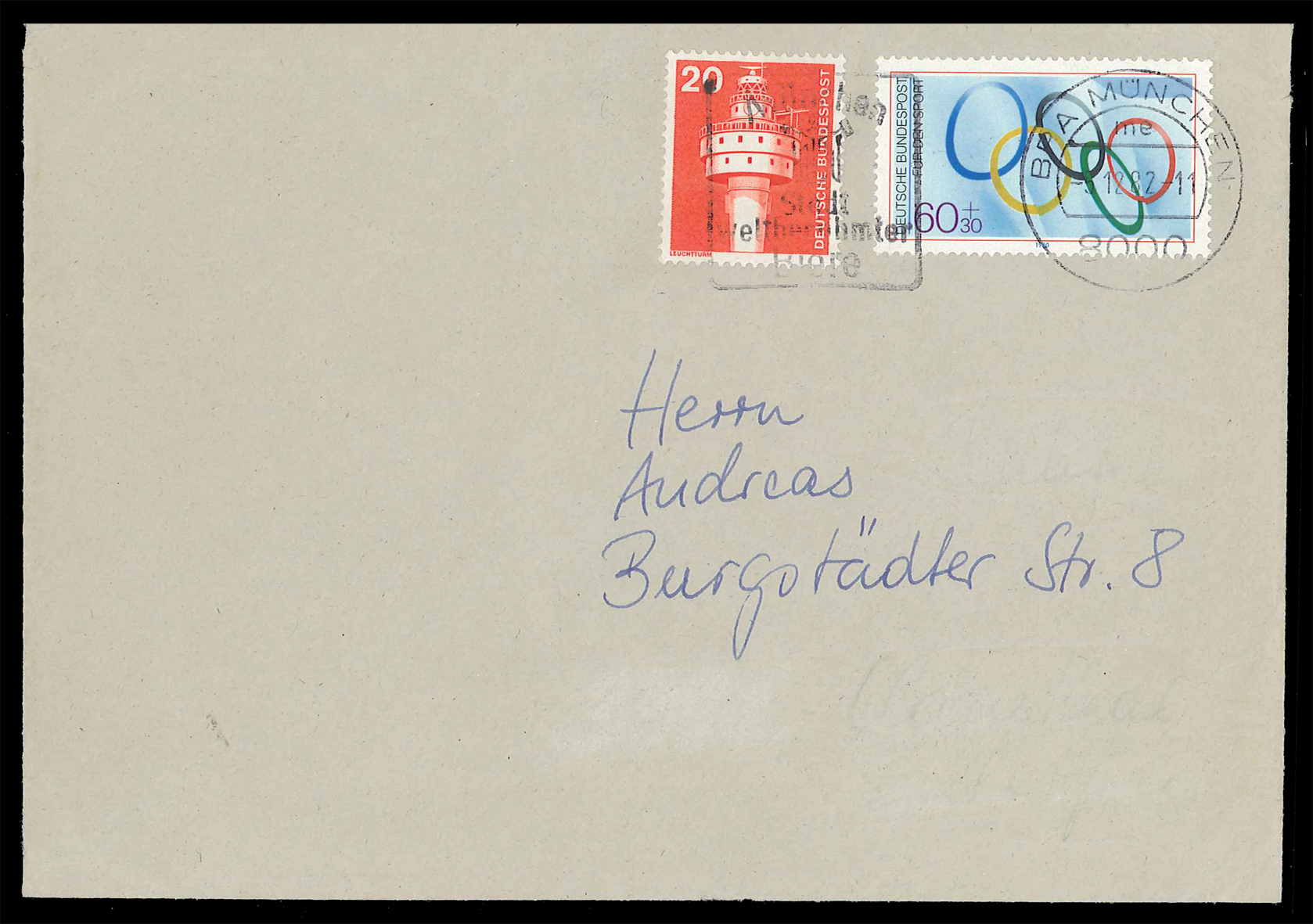
Einen hohen Preis erzielte 2013 die Gscheidle-Marke auf Brief
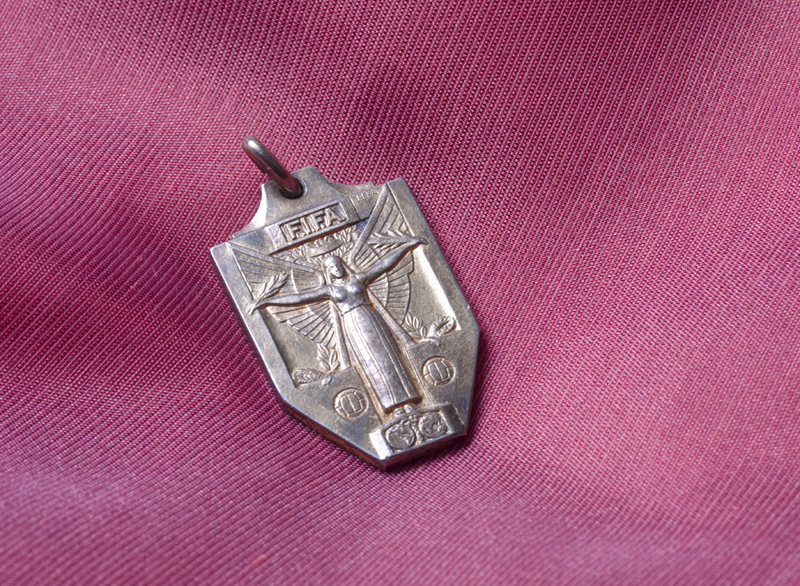
Silbermedaille László Budai